# John Jairo Tréllez
John Jairo Tréllez (* 29. April 1968 in Turbo) ist ein ehemaliger kolumbianischer Fußballspieler.
Tréllez spielte insgesamt 24 Spiele für die kolumbianische Fußballnationalmannschaft und schoss dabei drei Tore. Vereinsfußball spielte er unter anderem für Atlético Nacional, für den FC Zürich und Dallas Burn auf der Stürmerposition. Im Jahre 1992 war er mit 25 Toren für Nacional Torschützenkönig des Landes.